# Пата Патак
Пата Патак је један од Дизнијевих јунака, она је девојка Паје Патка и најбоља другарица Микијеве девојке Мини . Пата је једна од шест најпопуларнијих Дизнијевих ликова познатих под именом  Сензационална шесторка (осим ње групи припадају Мики Маус, Паја Патак, Мини Маус, Шиља и Плутон).

## О Пати
Пата је Пајина девојка, као и Паја, и она врло импулсивна, брзо се наљути, али за разлику од њега чешће се контролише. Пата се у почетку трудила да промени Пајине лоше особине и навике. Касније, Пата је постала, женска верзија Паје. Она ј својим понашањем и причом досађивала својим пријатељима, а њено незрело понашање је нервирало њене пријатеље. Она је јако брижна, доста времена проводи водећи бригу о својим нећацима као и о Пајиним сестрићима Раји, Гаји и Влаји.

### Патин изглед и стил
Дејзи је Патино право име. Пата има дугачке трепавице, обично носи блузу са великим рукавима и штикле. Члан је разних женских клубова у Патковграду.
- Пата Патак у цвећу

## Дизнијеви паркови
Пата је један од главних ликова Дизнијевих паркова и често се појављује уз остале ликове Сензационалне шесторке, коју чине Мики, Мини, Паја, Шиља и Плутон. Пата је чест домаћин разних забава и парада. У парковима као што су Дизниленд, Свет Волта Дизнија, Еуро Дизниленд итд. Пата је обучена у розе хаљину и на глави носи љубичасту машну. Она такође носи ципеле исте боје као и хаљине.